# Rollerball
Rollerball is een Amerikaanse dystopische sciencefictionfilm uit 1975 onder regie van Norman Jewison met in de hoofdrollen James Caan en Maud Adams.
Het verhaal is gebaseerd op het korte verhaal Roller Ball Murder van William Harrison, dat verscheen in het tijdschrift Esquire van september 1973. Harrison bewerkte het korte verhaal zelf tot een filmscenario.
De film kreeg gemengde kritieken en was in de VS minder succesvol dan in de rest van de wereld. Rollerball won een BAFTA Award voor beste artdirection en Saturn Awards voor beste sciencefictionfilm, beste camerawerk (Douglas Slocombe) en beste acteur (James Caan).
Het was de eerste keer dat in een grote Hollywoodfilm een speciale vermelding werd gemaakt van de namen van stuntmensen die meewerkten aan de film.

## Verhaal
Het is 2018 en het bedrijfsleven heeft wereldwijd de macht gegrepen. Het bepaalt zodoende de mate van distributie van zaken als transport, huisvesting, voedsel en luxe aan de wereldbevolking. De grootste volkssport ter wereld is het balspel rollerball geworden, dat door een geheim bestuur van industriëlen wordt overzien. In het rollerball betreden twee teams bestaand uit beschermende kleding dragende rolschaatsers en motorfietsers een baan rondom een ronde arena. Hierin wordt een metalen bal ter grootte van een honkbal geschoten met een snelheid oplopend tot 120 kilometer per uur. Het is de bedoeling deze te bemachtigen en vervolgens in het doel te krijgen. De verdedigende partij mag dit middels zware lichamelijke aanvallen proberen te verhinderen.
Jonathan E. (James Caan) is de topscorer van team Houston. Hij staat met zijn ploeg in de kwartfinale van het World Rollerball Championship, tegen Madrid. Hij maakt zijn reputatie waar door twee keer te scoren in de met 3-1 gewonnen wedstrijd. Jonathan blijkt razend populair onder de toeschouwers en werkgever Energy Corporation zorgt dat het hem buiten de baan aan niets ontbreekt. Het enige dat Jonathan wel mist is zijn vroegere vriendin Ella (Maud Adams). Zij woont in Italië met haar nieuwe man en kind, maar hij bekijkt haar nog dagelijks op oude videobeelden.
Na de gewonnen wedstrijd tegen Madrid wordt Jonathan ontboden op het kantoor van Houston-baas Bartholomew (John Houseman). Deze vertelt hem dat er binnenkort een televisiespecial over Jonathan wordt gemaakt. Het is de bedoeling dat hij daarin aankondigt dat hij stopt met rollerball. De bestuurders vinden dat er na tien jaar aan de top maar eens een einde moet komen aan zijn carrière. Als tegenprestatie zal er royaal voor hem gezorgd worden de rest van zijn leven. Weigeren is geen optie, blijkt impliciet. Hij mag er even over nadenken, maar niet te lang. Het is niet de bedoeling dat hij de halve finale tegen Tokio nog speelt.
Hoewel rollerball levensgevaarlijk is, is het Jonathans leven en heeft hij moeite tot een besluit te komen. Hij wil in plaats van hierover na te denken, uitzoeken waarom hij weg moet en van wie. Aan informatie komen blijkt alleen zo goed als onmogelijk. Alle informatievoorzieningen zijn computergestuurd en ingescande boeken zijn vernietigd na opname. Om informatiebestanden in te zien is toestemming vereist. Wanneer de hoofdbibliothecaris (Ralph Richardson) hem naar de centrale, alwetende computer Zero brengt, blijkt informatie over hoge leden van de grote bedrijven alleen beschikbaar voor diezelfde leden.
Houston-coach Rusty (Shane Rimmer) blijkt ook onder druk gezet en dringt er bij Jonathan op aan om te stoppen. Hij weigert niettemin en doet mee tegen Tokio. De regels worden voor deze wedstrijd veranderd met een no penalty-bepaling, die alle overtredingen toestaat. Hierdoor wordt Tokio-Houston de bloedigste strijd tot dat moment. De Amerikanen winnen wel met 2-1 en Jonathan komt ongeschonden uit de strijd. Zijn beste vriend en ploeggenoot Moonpie (John Beck) is daarentegen hersendood. Tijdens de wedstrijd is zijn helm afgetrokken en is hij op zijn achterhoofd geslagen met een met metalen noppen bewapende handschoen.
Om Jonathan uit de finale te houden, wordt de druk verder opgevoerd. Voor het eerst in jaren staat Ella bij hem op de stoep om met hem te praten en hem op andere gedachten te brengen. Hij komt erachter dat de grote corporaties rollerball niet als sport in het leven hebben geroepen, maar als onderdrukkingsmiddel. Het dient als illustratie voor hun leus dat een individu niets is en er alleen iets bereikt kan worden door gezamenlijk opdrachten uit te voeren. Jonathans stijgende bekendheid en populariteit dreigen hem niettemin als individu boven de geknechte massa uit te tillen en daarom moet hij uit beeld verdwijnen. De regels voor de finale tegen New York worden daarom verder uitgedund. De finale zal er één zijn waarin alle geweld is toegestaan en er wordt zonder tijdslimiet doorgespeeld tot er een winnaar is. Ondanks dat het waarschijnlijk zijn leven gaat kosten, doet Jonathan hierin mee en begint er een strijd op leven en dood tussen de twee ploegen.
De finale is de bloederigste wedstrijd tot dan toe, vrijwel alle spelers raken gewond of worden gedood. Als het einde van de wedstrijd nadert is Jonathan de enige speler van Houston die nog op zijn benen staat, terwijl de tegenpartij nog twee man over heeft. Er volgt een gevecht waarbij Jonathan een van hen uitschakelt en de bal verovert. Onderwijl grijpt hij de laatste speler en het lijkt er op dat Jonathan de man gaat doden. Maar al snel laat hij de man gaan en schaatst naar het doel om het enige punt in de wedstrijd te scoren. Houston wint met 1-0. Jonathan begint aan een overwinningsronde en wordt luid toegejuicht door het publiek dat zijn naam scandeert. Bartholomew weet nu dat Jonathan het spel heeft ontdaan van zijn essentie en dat de individualiteit heeft gewonnen. Hij vlucht in paniek het stadion uit.

## Rolverdeling
| Acteur           | Personage       |
| ---------------- | --------------- |
| James Caan       | Jonathan E.     |
| John Houseman    | Mr. Bartholomew |
| Maud Adams       | Ella            |
| John Beck        | Moonpie         |
| Moses Gunn       | Cletus          |
| Pamela Hensley   | Mackie          |
| Barbara Trentham | Daphne          |

## De spelregels van Rollerball
Scenarist William Harrison, die ook het korte verhaal schreef waarop de film is gebaseerd, bedacht de 'spelregels' voor rollerball. Twee teams uitgerust in een wapenuitrusting die lijkt op de uitrusting van ijshockeyspelers spelen tegen elkaar in een afgesloten cirkelvormige baan. Een deel van de spelers beweegt zich voort op rolschaatsen en een paar rijden op een motor. Er wordt gespeeld met een bal die lijkt op een metalen softball. De bedoeling is om punten te scoren door de bal in het doel te krijgen. Het doel bestaat uit een magnetisch, kegelvormig gat in de muur van het speelveld. Om de aanvallende partij tegen te houden, mag de verdedigende partij ver gaan om zijn doel te bereiken. Er wordt herhaaldelijk lichaamscontact gemaakt en diverse spelers raken gewond. (In het oorspronkelijke korte verhaal was het zelfs de bedoeling zoveel spelers te doden en zo de overbevolking terug te dringen). Drie spelers bewegen zich voort op motoren en mogen medespelers meetrekken. De speler die de bal heeft verworven moet deze altijd laten zien door de bal hoog te houden.

## Acteurs
De film draait grotendeels om hoofdrolspeler James Caan. Regisseur Norman Jewison zocht voor zijn hoofdpersonage, Jonathan E., naar een typische ijshockeyspeler of een quaterback uit de American Football League. Iemand tipte hem om de film Brian's Song uit 1971 te zien. Hierin speelt James Caan de rol van Brian Piccolo die uitkwam voor de Chicago Bears. Jewison zag het potentieel van Caan en vroeg hem voor de hoofdrol in Rollerball. Zelf was Caan later minder te spreken over de rol. Hij vond dat hij weinig met het personage van Jonathan E. kon qua karakterontwikkeling.

## Opnamen

### Preproductie
In de preproductie werd begonnen met de nodige research voor het spel en werden professionele schaatsers geïnterviewd. Daarna werd er gezocht naar een geschikte locatie voor de rollerballarena. De bedoeling was om een schaatsring te gebruiken en die steeds anders aan te kleden en zo drie arena’s te visualiseren. Uiteindelijk kwam men uit op de Rudi Sedelmayer Halle in München (Tegenwoordig de Audi Dome geheten). Met behulp van een Duitse architect werd het stadion zodanig aangekleed dat het dienst kon doen voor arena’s in Madrid, Tokio en New York. Onder leiding van een Noorse stuntcoördinator begon een ploeg van elf Engelse en Amerikaanse stuntmensen te oefenen. De ploeg werd aangevuld met zeventien Engelse rolschaatshockeyspelers, twaalf schaatsers uit de Amerikaanse Roller Derby League en zes motorrijders.

### Locaties
Behalve de Sedelmayer Halle gebruikte men ook het nieuwe BMW hoofdkantoor en museum in München als stand-in voor het hoofdkwartier van het Energiebedrijf. Het park rondom dit gebouw was in werkelijkheid het Olympiapark in München. Het Palais des Nations in Geneve werd gebruikt voor de opnamen van het gebouw waarin zich de grote computer bevindt.

### Productie
De opnamen waren in juli/augustus 1974. Inwoners uit de stad München werden gebruikt als figuranten om de arena te vullen. Tot afgrijzen van regisseur Jewison vond het publiek de actie en het geweld geweldig en was er zelfs enige tijd sprake van het opzetten van een echte Rollerbalcompetitie. Norman Jewison wilde met de film juist een boodschap neerzetten, een statement tegen geweld. Maar zelfs de crew en de acteurs speelden in de draaipauzes rollerball tegen de stuntmensen.
Hoewel de opnamen soms gevaarlijk waren, vielen er geen doden tijdens de opnamen. Wel zijn er nog altijd geruchten, ook op internet, dat dit wel het geval zou zijn geweest.
Tijdens een van de scènes schiet een dronken gast op een feestje een aantal bomen in brand met een laserpistool. Het pistool was in werkelijkheid een Ruger Standard .22 caliber uit 1949 voorzien van een aangepaste loop.

## Muziek
Geïnspireerd door het gebruik van klassieke muziek door regisseur Stanley Kubrick in diens film 2001: A Space Odyssey voorzag Jewison Rollerball ook van klassieke muziek. De volgende klassieke fragmenten zijn te horen:
- Toccata and Fugue in D minor – Johann Sebastian Bach
- Adagio in g-mineur – Tomasso Albinoni
- Largo uit de vijfde symfonie van Dmitri Sjostakovitsj

Volgens Norman Jewison maakte het gebruik van klassieke muziek dat de film niet snel dateerde. De enige uitzondering is het gebruik van synthesizermuziek op het feestje in de film.

## Nieuwe versie
Regisseur John McTiernan bracht in 2002 een nieuwe versie van Rollerball uit onder dezelfde titel.